# Baiami stirlingi
Espèce
Baiami stirlingi est une espèce d'araignées aranéomorphes de la famille des Desidae.

## Distribution
Cette espèce est endémique du Great Southern en Australie-Occidentale,. Elle se rencontre dans le parc national de la chaîne de Stirling.

## Description
La carapace du mâle holotype mesure 1,66 mm de long sur 1,36 mm de large, son abdomen 1,51 mm de long.

## Systématique et taxinomie
Cette espèce a été décrite par Gray en 1982.

## Étymologie
Son nom d'espèce lui a été donné en référence au lieu de sa découverte, le parc national de la chaîne de Stirling.

## Publication originale
- Gray, 1982 : « A revision of the spider genus Baiami Lehtinen (Araneae, Amaurobioidea). » Records of the Australian Museum, vol. 33, p. 779-802 (texte intégral).